# 黄金镇 (宣汉县)
黄金镇，是中华人民共和国四川省达州市宣汉县下辖的一个乡镇级行政单位。2020年6月，撤销凤林乡，将原凤林乡独山村所属行政区域划归黄金镇管辖。

## 行政区划
黄金镇下辖以下地区：
祥柏社区、书院村、斑竹村、贾口村、慈竹村、康乐村、双堰村、黄金村、官寨村和沙坝村。